# Cnemolia ituriensis
Cnemolia ituriensis är en skalbaggsart som beskrevs av Stefan von Breuning 1972. Cnemolia ituriensis ingår i släktet Cnemolia och familjen långhorningar. Inga underarter finns listade i Catalogue of Life.